# Charles Jacque
Charles-Emile Jacque (23 de mayo de 1813 – 7 de mayo de 1894) fue un pintor y grabador francés de la Escuela de Barbizon especializado en la pintura de animales.
Comenzó aprendiendo a grabar mapas cuando formó parte del ejército francés. Después del servicio militar, se fue a Inglaterra, donde trabajó como grabador para Le Charivari. En la pintura, su temática era principalmente rústica: pastores, rebaños de ovejas, cerdos, y escenas de la vida de la granja.
Al volver a Francia tras vivir dos años en el extranjero debuta en el Salón de París de 1833 con dos obras y contribuye al Salón con obras regularmente hasta 1870. Galardonado tanto por sus aguafuertes como por sus pinturas, recibe la Legión de Honor en 1867.

## Obras seleccionadas

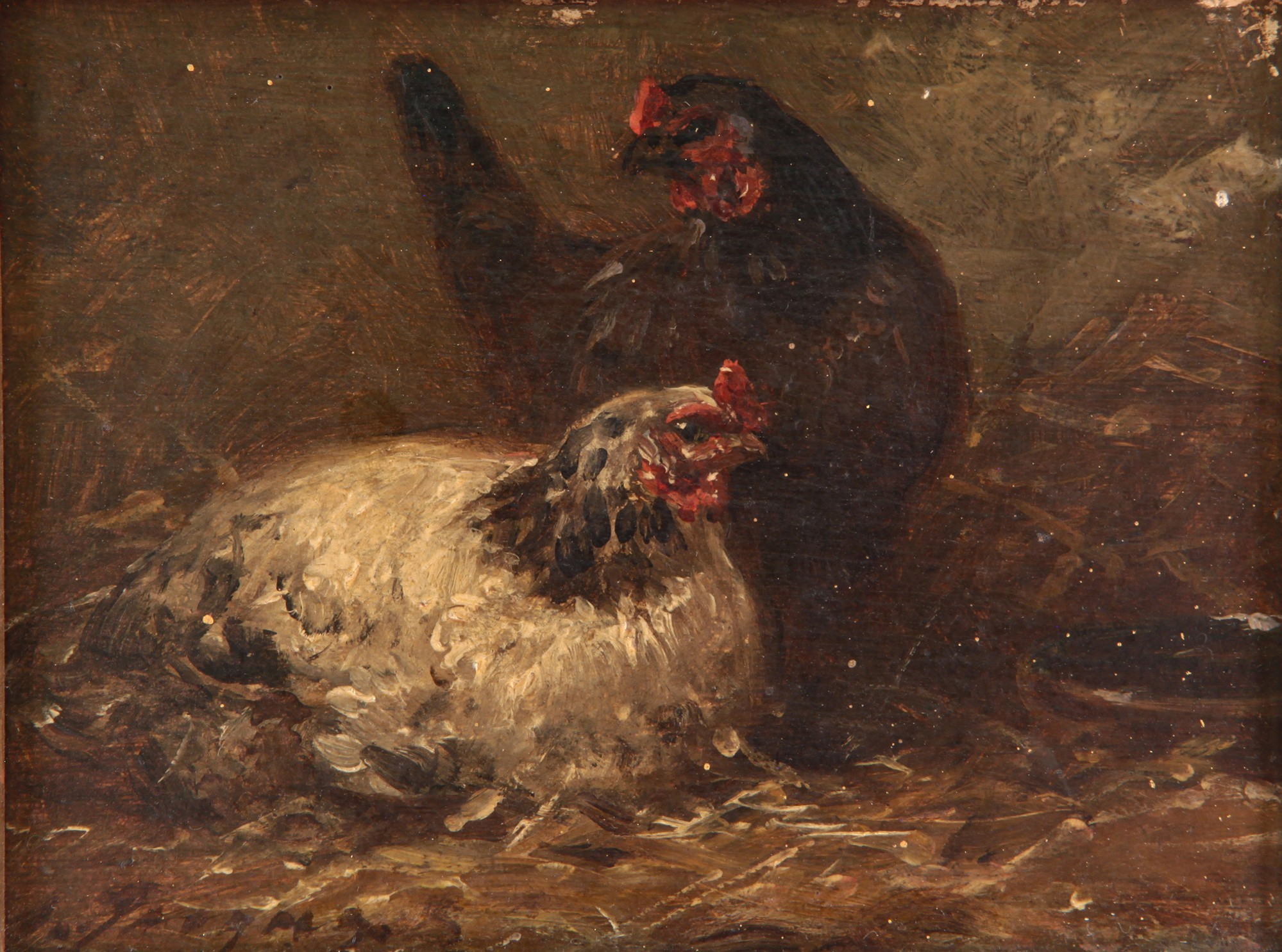
Gallinas.
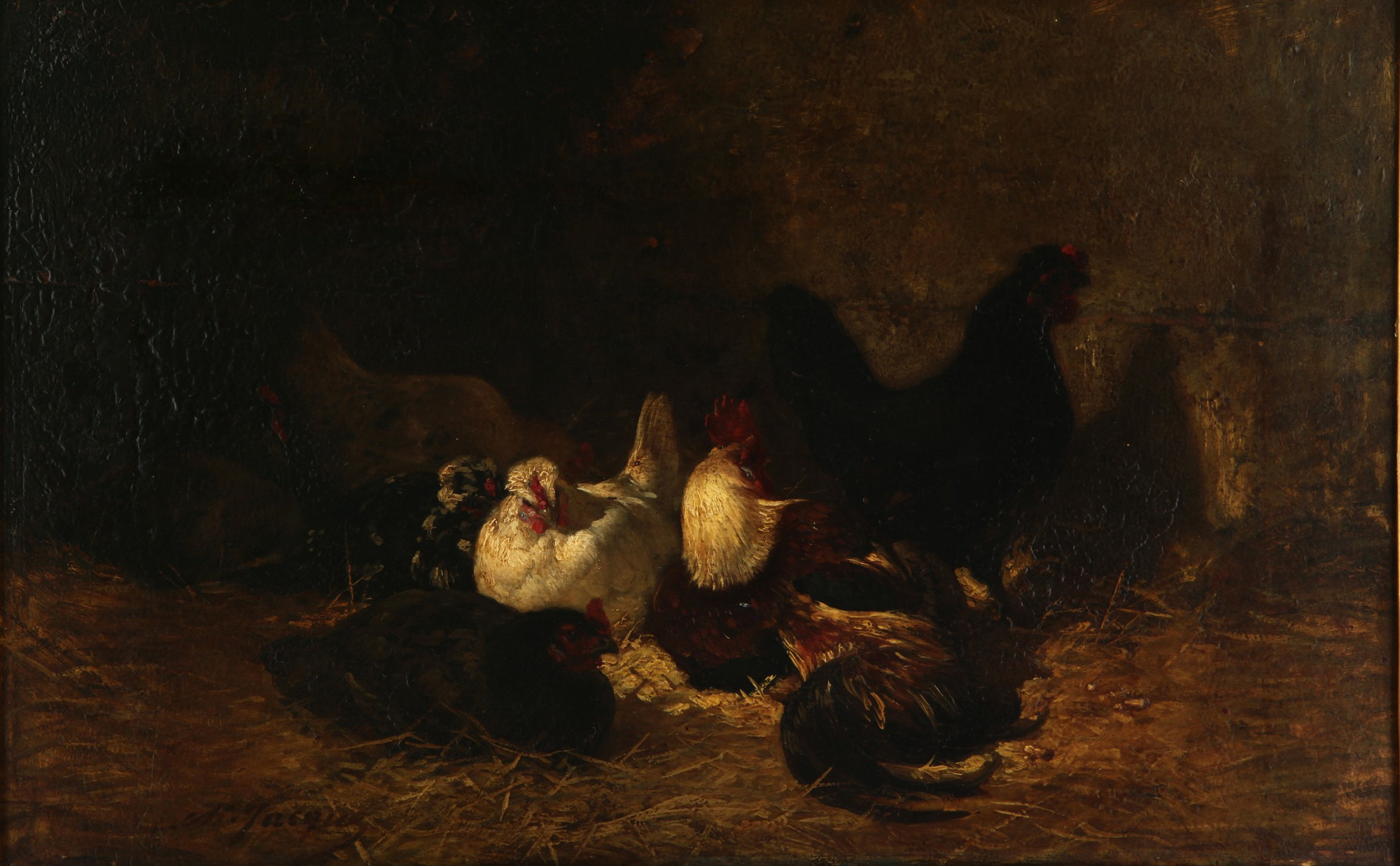
El gallinero.
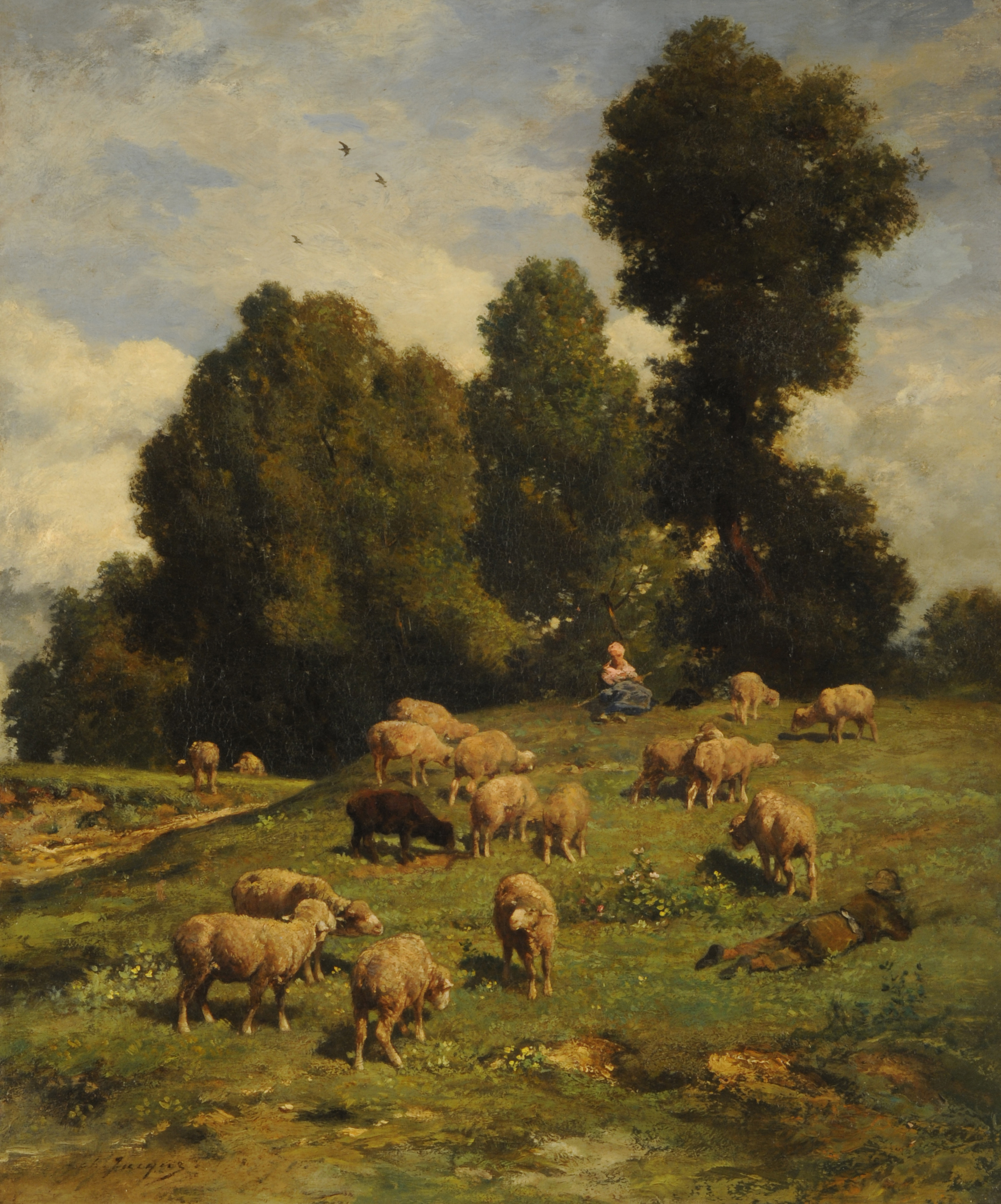
Ovejas en el pasto.
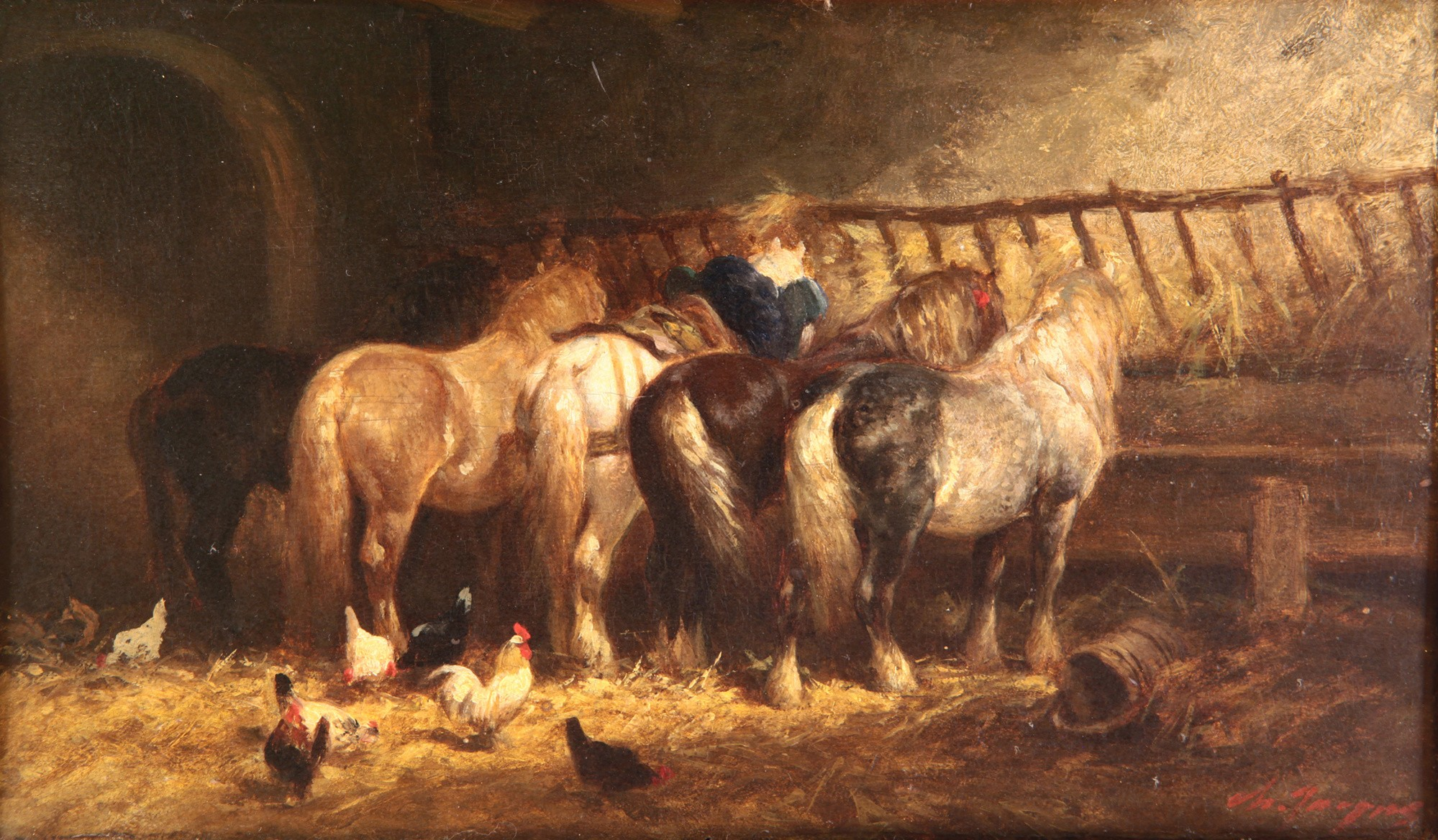
Establo.